# Salbe

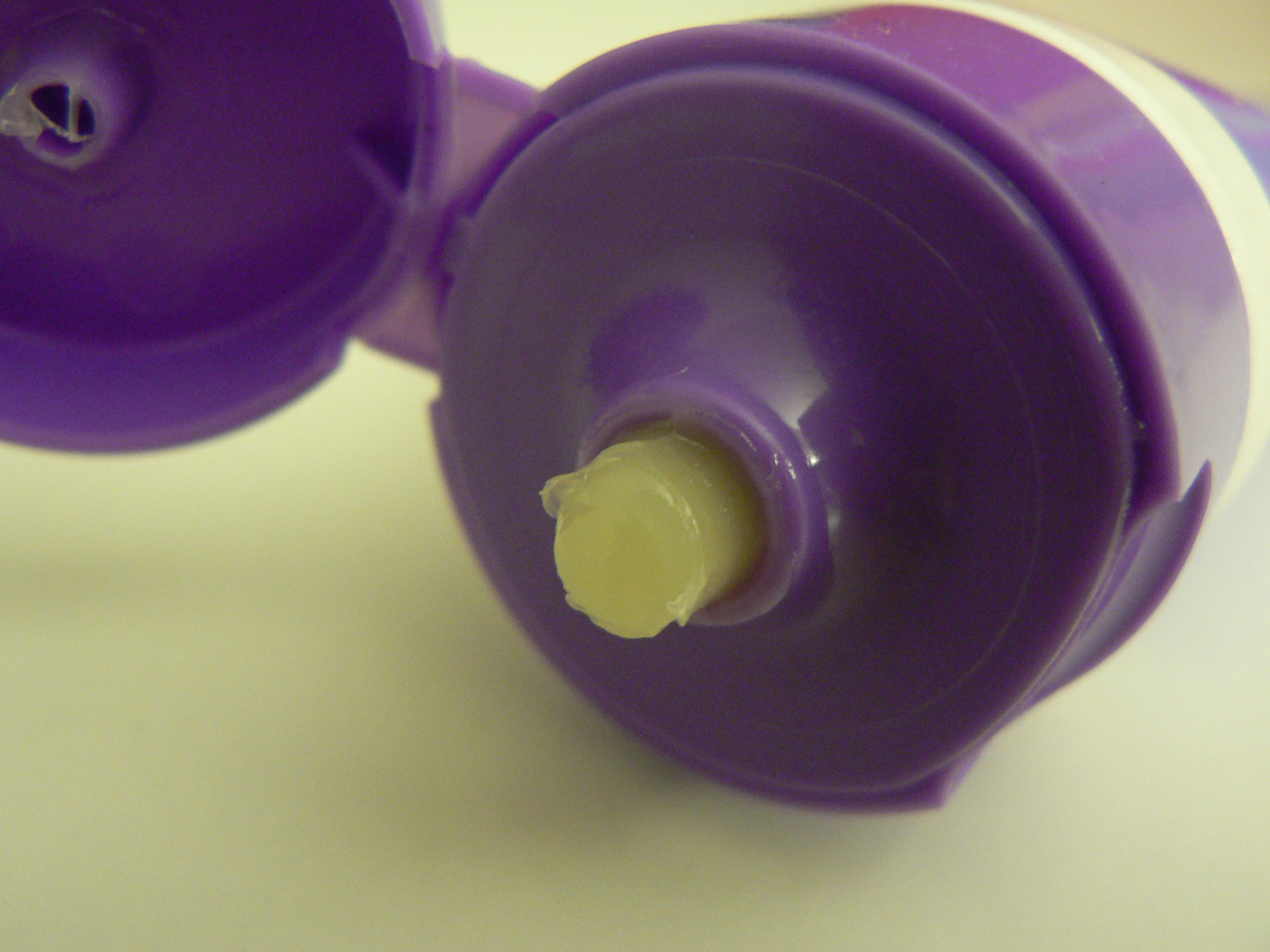
Salbe

Die Salbe (von althochdeutsch salba, verwandt mit griechisch élpos‚ Öl, Fett, Butter‘, zu indogermanisch solpấ; lateinisch Unguentum, kurz Ungt.) ist eine halbfeste, weiche, streichbare und homogen aussehende Zubereitung, die, insbesondere als Heilsalbe, zur Anwendung auf der Haut (z. B. als heilende oder die Heilung unterstützende Wundsalbe, auch als Schutzsalbe oder Kühlsalbe) oder auf den Schleimhäuten bestimmt ist. Sie dient der lokalen Applikation von Arzneistoffen oder der Pflege und dem Schutz der Haut oder Schleimhäute.

## Abgrenzung

Einordnung der Begriffe

Pharmazeutisch gibt es eine klare Unterscheidung zwischen Salben und Cremes: Cremes sind wasserhaltig und stellen emulsionsartige Systeme aus Wasser und Ölen bzw. Fetten dar, Salben bestehen hingegen aus einer einphasigen Grundlage. Salbengrundlagen, die aufgrund ihrer speziellen Zusammensetzung Wasser aufzunehmen vermögen, heißen im pharmazeutischen Sprachgebrauch hydrophile Salben. Umgangssprachlich werden die Ausdrücke „Salbe“ und „Creme“ oft gleichbedeutend verwendet. Um dem Rechnung zu tragen, wird für Salben im pharmazeutischen Sinne (wasserfrei) manchmal auch das Wort „Fettsalbe“ verwendet.
Bei Pasten handelt es sich um eine Salben-Pulver-Mischung mit einem hohen Anteil an pulverisiertem Feststoff, der in der Salbengrundlage dispergiert ist (Suspensionssalbe).

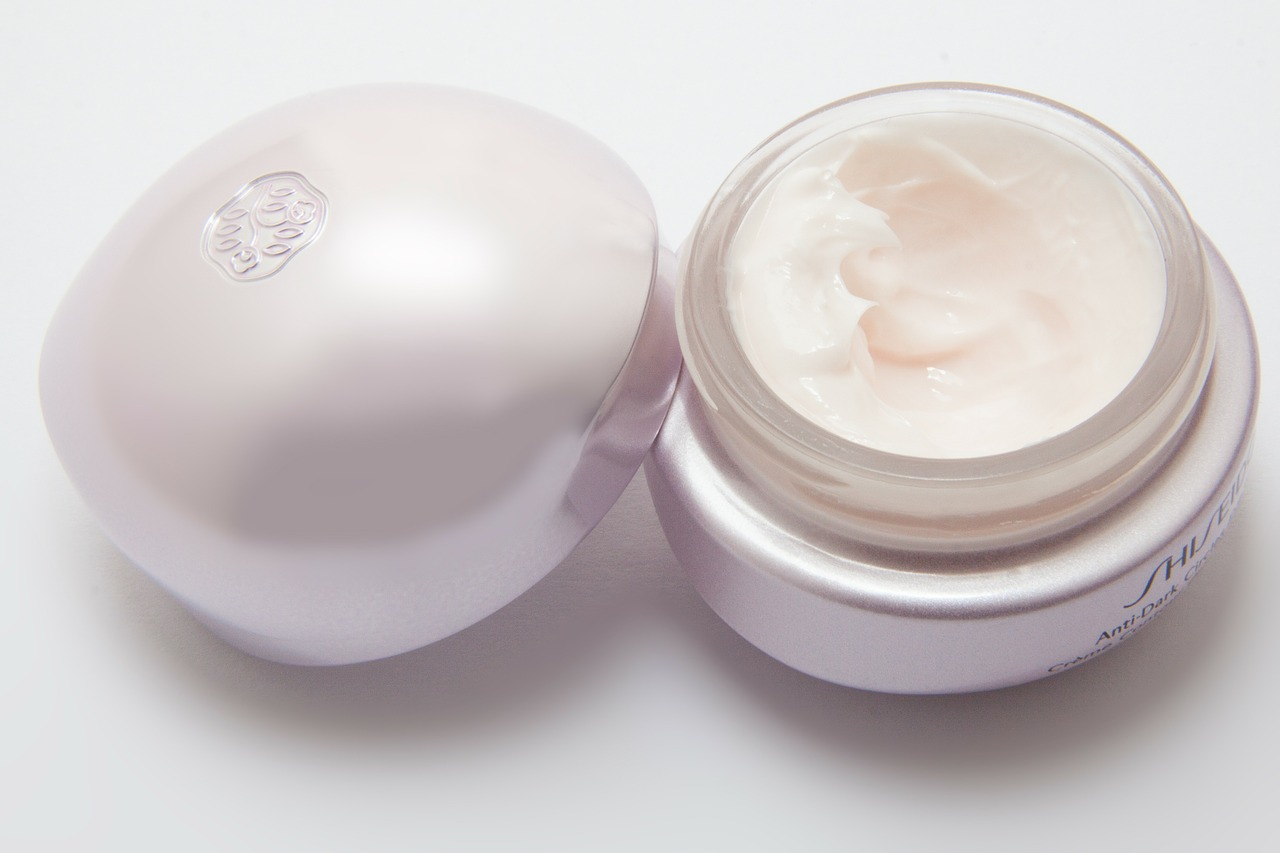
Creme

## Eigenschaften
Salben bestehen aus einer hydrophoben (häufig Fett oder Öl) oder hydrophilen (beispielsweise Polyethylenglycol; in der Antike auch Gummilösung) Grundlage aus natürlichen oder synthetischen Stoffen. In der Grundlage werden Wirkstoffe je nach Beschaffenheit gelöst, suspendiert oder emulgiert. Die Freisetzung von Arzneistoffen aus Suspensionssalben lässt sich über die Higuchi-Gleichung berechnen.

## Beispiele
Beispiele für Salben und Salbengrundlagen aus Arzneibüchern und pharmazeutischen Rezeptursammlungen sind etwa:
- Hydrophile Salbe (Unguentum emulsificans): wasseraufnehmende Salbe mit schwachem Geruch, die emulgierenden Cetylstearylalkohol, dickflüssiges Paraffin und Vaselin enthält.
- Cetomacrogol-Salbe (Unguentum cetomacrogolis)
- Wasserhaltige Cetylsalbe (Unguentum cetylicum cum aqua): cetylalkoholhaltige Salbe mit hohem Wassergehalt.
- Wollwachsalkoholsalbe (Unguentum Alcoholum Lanae oder Unguentum adeps lanae), zum Beispiel Eucerin, eine Salbe, die Vaselin und Wollwachsalkohole (Eucerit) enthält
- Weiche Salbe (Unguentum molle): besteht aus Vaselin und Wollwachs, geschmeidig und deutlich fettend.
- Zinksalbe (Unguentum Zinci): Wundsalbe mit Zinkoxid
- Lanolin DAB: eine wasseraufnahmefähige Salbengrundlage aus 65 Teilen Wollwachs, 15 Teilen dickflüssigem Paraffin und 20 Teilen Wasser
- Lanolin Ph. Helv.: eine wasseraufnahmefähige Salbengrundlage aus 70 Teilen Wollwachs, 10 Teilen nativem Olivenöl und 20 Teilen Wasser

## Trivia
Die Salbe als streichbares Arzneimittel war bereits in Antike und Mittelalter eine verbreitete Arzneiform, etwa im Buch von guten Pflastern und Salben. Die aus dem zotigen Lied und im Soldatenjargon bekannte graue Salbe (auch Des Sanitätsgefreiten Neumanns graue Salbe) war eine vor Erfindung von Antibiotika verwendete, stark quecksilberhaltige Salbe zur Behandlung der Syphilis. 
Mit weiße Salbe bezeichnet man in Politik und Wirtschaft Maßnahmen, die von außen gesehen wie Steuerungsmaßnahmen wirken, aber keine Wirkung haben. Die Bezeichnung leitet sich vom Placeboeffekt her (kleinen Kindern legt man bei kleinen Verletzungen oder Angstzuständen einfache Hautcreme („weiße Salbe“) auf). Als „Weiße Salbe“ (lateinisch Unguentum album) bezeichnete man jedoch auch schon zuvor eine aus Bleiweiß hergestellte Zubereitung (unguentum cerussa), die bereits in der Antike als Zusatz zu Schminke Verwendung fand.